# فک (جانور)
فوک‌ها یا خوکان دریایی با نام علمی باله‌پایان (Pinnipedia)، گروه بزرگی از جانوران پستانداران نیمه‌آبزی و باله‌داری هستند که گونه‌هایی مانند گراز دریایی، فوک خزدار، شیر دریایی، فیل دریایی، فوک گوش‌دار، فک بی‌گوش و برخی گونه‌هایی از این دست را در بر می‌گیرد. فک‌ها [جانورانی آبزی-خشکی‌زی به‌شمار می‌روند. خرس‌های قطبی در شکار فک‌های قطبی و گرازهای دریایی سازگاری یافته‌اند.
در فوک‌ها، دست و پا دارای پرده شناست و دم‌شان کوتاه است؛ به جز موارد محدود از آب در نمی‌آیند و به دشواری بیرون از آب روی زمین راه می‌روند. در بسیاری از فک‌ها، لاله گوش دیده نمی‌شود. فُک بدترین بوی معدهٔ جهان را دارد.